# Roumare
Roumare ist eine französische Gemeinde mit 1561 Einwohnern (Stand 1. Januar 2022) im Département Seine-Maritime in der Region Normandie. Sie liegt wenige Kilometer nordwestlich von Rouen, gehört zum Arrondissement Rouen und zum Kanton Notre-Dame-de-Bondeville.

## Geschichte
Nach der Legende verdankt Roumare seinen Namen einem Rotmarus, dem der König Dagobert I. im 7. Jahrhundert dieses Gebiet als Belohnung für seine Dienste gab. Eine andere sagenhafte Erklärung geht auf den Normannen Rollo zurück, führt eine Eiche, ein Collier und einen Tümpel an Rollonis mare.
In Wirklichkeit ist es nicht bewiesen, dass der Ortsname mit diesen Personen etwas zu tun hat. Der zweite Bestandteil -mare ist vermutlich das normannische Stammwort mare („Tümpel“, „Teich“) anglo-skandinavischer Abstammung wie die anderen zahlreichen -mare Ortsnamen des Caux-Gebiets, und der erste Bestandteil Rou- ist ein Personenname Rodulf oder Rolf.
Der Überlieferung nach steht der Brunnen in der Mitte des Orts mit den Kellergewölben der Abtei Saint-Georges de Boscherville und der Abtei Jumièges in Verbindung.
Roumare ist das Ergebnis einer kommunalen Neugliederung im 19. Jahrhundert, als die beiden alten Gemeinden Saint-Thomas-la-Chaussée (Sanctus Thomas de Caceya) und Roumare (Rolmara im 11. Jahrhundert und Roumara im 14. Jahrhundert) miteinander verschmolzen wurden.

### Einwohnerentwicklung
| 1962 | 1968 | 1975 | 1982 | 1990 | 1999 | 2006 |
| ---- | ---- | ---- | ---- | ---- | ---- | ---- |
| 406  | 464  | 608  | 809  | 965  | 1103 | 1327 |

## Persönlichkeiten
- Roger FitzGerald de Roumare, 1. Baron of Kendall, Lord of Bolingbroke, Herr von Roumare
- William de Roumare, Earl of Lincoln etc. (* um 1096, † vor 1161), dessen Sohn
- William (II.) de Roumare (* um 1117, † 1151), dessen Sohn, verheiratet mit Agnes von Aumale, Tochter von Stephan von Aumale (Haus Blois);
- William (III.) de Roumare († 1198), der eine Zeit lang ebenfalls Earl of Lincoln gewesen zu sein scheint, deren Sohn